# 東外堀町
東外堀町（ひがしそとぼりちょう）は、愛知県名古屋市東区の町名。丁番を持たない単独町名である。住居表示未実施。

## 地理
名古屋市東区西部に位置し、東は上竪杉町・東片端町・白壁一丁目、西から北は中区三の丸三丁目、南は泉一丁目に接する。
かつては名古屋高等裁判所（現・名古屋市市政資料館、上竪杉町所在）や名古屋法務局が近くにあったこともあり、法律や登記関係の事務所が多い区域となっている。

## 歴史
江戸期は武家屋敷地で、東片端と呼ばれていた。当地は武平町筋沿いの町で、西側は名古屋城の外堀で東側にのみ武家屋敷が立ち並んでいたことからそのように呼ばれていたものであり、現存する東片端町とは意味が異なる。

### 沿革
- 1872年（明治5年）頃 - 東片端を東外堀町に改称[3]。
- 1878年（明治11年）12月20日 - 郡区町村編制法により、名古屋区東外堀町となる[3]。
- 1889年（明治22年）10月1日 - 市制施行に伴い、名古屋市東外堀町となる[3]。
- 1908年（明治41年）4月1日 - 行政区新設に伴い、東区所属となる[3]。
- 1927年（昭和2年）2月1日 - 2丁目7において財団法人坂文種報徳会により、婦人ホーム一山寮が設置される[4]。
- 1944年（昭和19年）2月11日 - 東区の一部より栄区が新設され、栄区所属となる[3]。
- 1945年（昭和20年）11月3日 - 栄区が中区に統合され、中区所属となる[3]。
- 1946年（昭和21年）4月15日 - 東区へ編入され、東区所属となる[3]。
- 1980年（昭和55年）2月10日 - 上竪杉町・主税町の各一部を編入。一部が泉一丁目・白壁一丁目・上竪杉町となる[3]。

## 世帯数と人口
2019年（平成31年）2月1日現在の世帯数と人口は以下の通りである。
| 町丁     | 世帯数  | 人口  |
| -------- | ------- | ----- |
| 東外堀町 | 131世帯 | 197人 |

## 学区
市立小・中学校に通う場合、学校等は以下の通りとなる。また、公立高等学校に通う場合の学区は以下の通りとなる。
| 番・番地等 | 小学校               | 中学校               | 高等学校 |
| ---------- | -------------------- | -------------------- | -------- |
| 全域       | 名古屋市立東桜小学校 | 名古屋市立冨士中学校 | 尾張学区 |

## 施設
- 愛知県議員会館

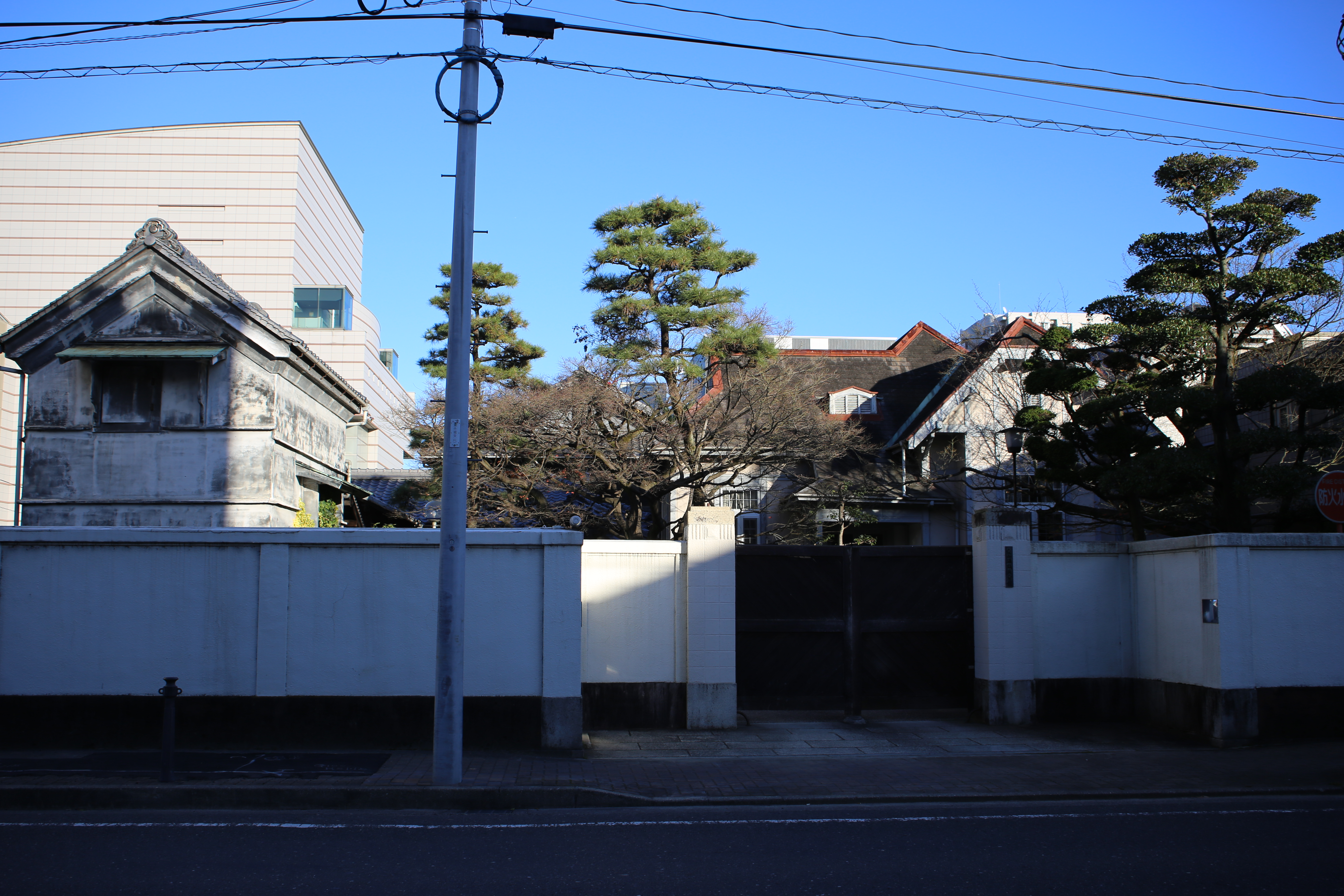
愛知県議員会館（2015年12月）

## その他

### 日本郵便
- 郵便番号 : 461-0017[WEB 3]（集配局：名古屋東郵便局[WEB 8]）。

### WEB
1. ↑  “愛知県名古屋市東区の町丁・字一覧”.   人口統計ラボ. 2019年3月21日閲覧。
2. 1 2  “町・丁目(大字)別、年齢(10歳階級)別公簿人口(全市・区別)”.   名古屋市 (2019年2月20日). 2019年3月10日閲覧。
3. 1 2  “郵便番号”.  日本郵便. 2019年3月17日閲覧。
4. ↑  “市外局番の一覧”.   総務省. 2019年1月6日閲覧。
5. ↑  “東区の町名一覧”.   名古屋市 (2017年3月15日). 2019年3月17日閲覧。
6. ↑  “市立小・中学校の通学区域一覧”.   名古屋市 (2018年11月10日). 2019年1月14日閲覧。
7. ↑  “平成29年度以降の愛知県公立高等学校（全日制課程）入学者選抜における通学区域並びに群及びグループ分け案について”.   愛知県教育委員会 (2015年2月16日). 2019年1月14日閲覧。
8. ↑  郵便番号簿 平成29年度版 - 日本郵便. 2019年03月10日閲覧 (PDF)

### 書籍
1. ↑  「角川日本地名大辞典」編纂委員会 1989, p. 1515.
2. 1 2 3  名古屋市計画局 1992, p. 156.
3. 1 2 3 4 5 6 7 8  名古屋市計画局 1992, p. 738.
4. ↑  名古屋市会事務局 1964, p. 84.